# 茅野市図書館
茅野市図書館（ちのしとしょかん）は、長野県茅野市にある公共図書館である。

## 歴史
この節の出典:
- 1924年
  - 玉川村青年会が玉川小学校に図書館を開設[3]。
- 1941年
  - 玉川村立図書館に移管[3]。
- 1955年
  - 茅野町立玉川図書館となる。
- 1958年
  - 茅野市立玉川図書館となる。
- 1966年
  - 6月2日 - 玉川公民館から市玉川出張所に移設、茅野市図書館となる[3]。
- 1980年
  - 7月 - 茅野市図書館、美術館と併設するかたちで新設される[3]。
  - 彫刻家矢崎虎夫作「ラクダを曳く人」ブロンズ像が同館庭に設置される。
  - 彫刻家、小川由加里作「希望」「髪を持つ女」ブロンズ像、同館庭に設定される。
- 1995年3月 - 諏訪地域公共図書館情報ネットワーク・システムすわズラ～ [4]スタート、諏訪市図書館・信州風樹文庫、市立岡谷図書館、下諏訪町立図書館、富士見町図書館、原村図書館の書籍の蔵書の検索や貸し出し状況を調べ予約することが出来る。
- 1997年11月 - 美術館に洋画家田村一男から絵画が寄贈される。
- 1999年7月 - パートナーシップのまちづくり推進会議が発足[注釈 1]。
- 2004年
  - 4月 - 茅野市図書館が文部科学大臣表彰を受賞。
  - 7月 - 美術館移転前の最後の特別企画展「～新美術館にむけて～特別企画さよなら展・茅野市美術館委員展」を開催[5]。
- 2005年
  - 7月
    - 茅野駅内文化複合施設茅野市民館がプレオープン（同年10月グランドオープン）、館内に茅野市美術館移転。
    - 茅野市図書館がリニューアルオープン。
- 2006年4月 - 図書館に「子ども読書活動応援センター」オープン。

## 関係施設
ちの、宮川、米沢、豊平、玉川、泉野、金沢、湖東、北山、中大塩の各地区コミュニティーセンター内や、茅野駅内茅野市民館図書室に分室がある。
公立諏訪東京理科大学図書館と茅野市図書館とは、地域の学術・文化の発展に資するため、図書館活動において相互に連携し、協力するために「公立諏訪東京理科大学と茅野市の連携協力に関する覚書」を締結した。これにより、公立諏訪東京理科大学図書館の専門的な資料の貸出、返却が茅野市図書館で行える。

## 施設概要・構造・図書館サービス
開館時間
- 平日 : 午前9時30分 - 午後6時30分
- 土日・祝日 : 午前10時 - 午後6時

アクセス
- 茅野駅バス・中央病院行きで約10分、茅野市運動公園入り口バス停から徒歩約5分｡
- JR茅野駅から長野県道192号茅野停車場八子ヶ峰公園線経由で徒歩・約20分。

建物概要
- 構造 - 鉄筋コンクリート構造、2階建て
- 延床面積 - 1614m2

館内
1階フロア
サービス
- 一般フロアカウンター、本の館外貸出、返却の手続きをする。
- レファレンスカウンター、本を探したり調べ物をする相談を受けるレファレンスサービスを行う。
- 有料のコピーサービスを行っている。（複写申込書の記入が必要）
- 利用者検索端末コーナー、利用者検索端末は館内に5台ある。閲覧用のパソコンも5台設置してあるのでWeb上のレファレンス検索も出来る。

書籍
- どんぐり図書室コーナー、児童書が中心のコーナー。
- 新聞コーナー、地域紙3紙と全国紙3紙を揃えてある。
- 文庫雑誌実用書コーナー、雑誌は130タイトルほどを揃え、各年代層が楽しめる内容になっている。
- 参考資料、図書コーナー、図書館内のみの閲覧本もある。

2階
- - （エレベーターもある。）
- 飲食コーナー、カップタイプの自動販売機がある。館内で飲食できる場所は、この場所のみ。また、リサイクル本も一角に並べてある。
- パートナーシップのまちづくり室、茅野市の行政資料、郷土の本、郷土史の本、等が配置されている。また、この部屋のカウンター席には無線LANのパソコン席が10席ある。
- 閲覧室、文学全集から美術全集までがある。

蔵書数
- 総記5,517冊、哲学4,515冊、歴史15,985冊、社会21,344冊、自然科学14,309冊、技術12,688冊、産業14,403冊、芸術24,571冊、言語1,951冊、文学5,887冊、その他890冊、絵本2,840冊、参考資料3,158冊	、ヤング	7,051冊、	児童75,031冊、紙芝居(組)	1,700冊、視聴覚資料CD、DVD、CT、VT4,107点。